# Partizanski zakon
Partizanski zakon je bil pravilnik slovenskega partizanskega gibanja, ki ga je ob ustanovitvi partizanskih čet sprejelo glavno poveljstvo. V njem so bila zbrana pravila obnašanja, dolžnosti in pravice partizanov in vojnih ujetnikov, kot tudi partizanska zaprisega, zastava in pozdrav.
Osnutek v tipkopisu, 3 strani, 32 x 24 cm, restavriran s postopkom laminacije. Signatura: SI AS 1851, Glavni štab narodnoosvobodilne vojske in partizanskih odredov Slovenije, p. e. 56.:
Zaprisega se je glasila:
Jaz, partizan osvobodilne ljudske armade slovenskega naroda, ki se ob boku slavne Delavske-Kmečke-Rdeče Armade Sovjetske zveze ter vseh ostalih za svobodo se borečih se narodov borim za osvoboditev in združitev slovenskega naroda, za bratstvo in mir med narodi in med ljudmi, za srečnejšo bodočnost delovnega ljudstva, prisegam pred svojim narodom in svojimi sobojevniki:
- da bom oddal vse svoje sile in vse svoje sposobnosti osvobodilni stvari slovenskega naroda, delovnega ljudstva ter vsega naprednega in svobodoljubnega človeštva v sveti vojni proti fašističnim tlačiteljem in barbarom;
- da ne bom zapustil partizanskih vrst, v katere sem prostovoljno in zavestno vstopil, in ne odložil orožja do popolne zmage nad fašističnimi okupatorji;do popolnega uresničenja velikega osvobodilnega cilja slovenskega naroda. 

Prisegam, da bom v boju za te velike osvobodilne cilje s svojo krvjo branil čast in nedotakljivost naše partizanske zastave in da bom, če bo to potrebno, žrtvoval tudi svoje življenje.
Za svobodo v boj!